# Soulignac
Soulignac es una población y comuna francesa, situada en la región de Aquitania, departamento de Gironda, en el distrito de Langon y cantón de Targon. Produce vino de Burdeos en la AOC Bordeaux Haut-Benauge.

## Demografía
| 446 | 480 | 419 | 407 | 402 | 424 |
| Para los censos de 1962 a 1999 la población legal corresponde a la población sin duplicidades (Fuente: INSEE [Consultar]) |     |     |     |     |     |